# Algernon Blackwood

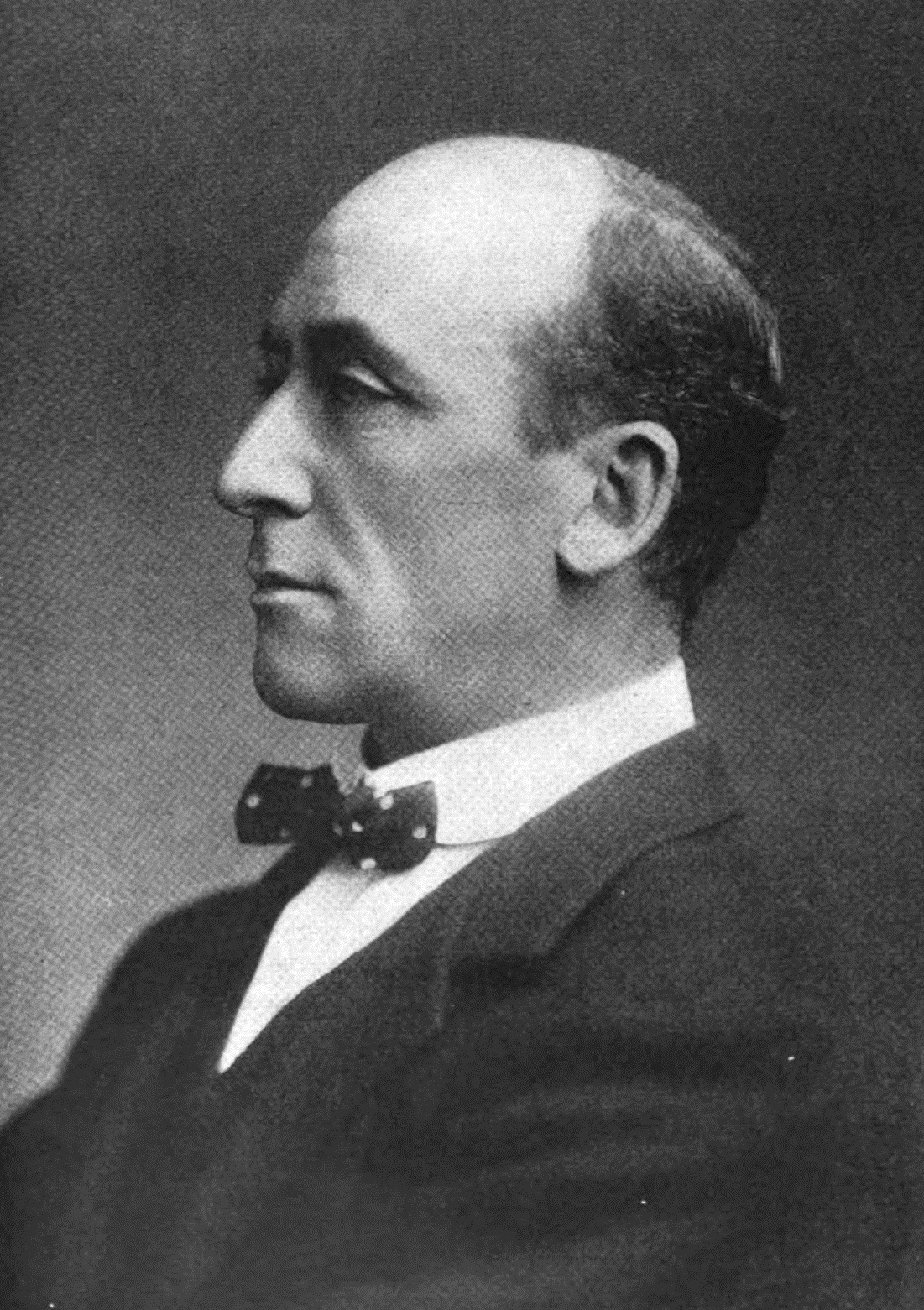
Algernon Blackwood

Algernon Blackwood (Algernon Henry Blackwood; * 14. März 1869 in Shooter’s Hill; † 10. Dezember 1951) war ein englischer Autor, Esoteriker und Theosoph.

## Leben und Werk

### Kindheit, Berufe und Wanderleben
Blackwood wurde am 14. März 1869 als Sohn von Sir Stevenson Arthur Blackwood und Sydney, Duchess of Manchester in Shooter’s Hill, damals Teil der Grafschaft Kent, heute Teil des Groß-Londoner Stadtbezirkes Royal Borough of Greenwich, geboren. Er besuchte verschiedene Privatschulen, darunter eine Schule in Sevenoaks, Kent und das Wellington College in Crowthorne, Berkshire. Von Mai 1885 bis Juli 1886 besuchte er eine Schule der Herrnhuter Brüdergemeine (Moravian Brotherhood) in dem im Schwarzwald gelegenen Ort Königsfeld. Nach Reiseaufenthalten in der Schweiz und in Kanada begann er 1888 ein landwirtschaftliches Studium an der Universität Edinburgh, das er aber mangels Interesse 1889 wieder abbrach.
Im Mai 1890 reiste er wieder nach Kanada, versuchte sich dort als Farmer und im Gastgewerbe, jedoch ohne Erfolg. Um 1893 ging er nach New York, arbeitete als Journalist für die Evening Sun und die New York Times, war aber auch hier die meiste Zeit in finanziellen Nöten. 1899 kehrte er nach England zurück, gründete mit einem Partner eine Molkerei, engagierte sich aber nur wenig in diesem Geschäft, sondern reiste lieber in Europa herum. Von 1908 bis 1914 lebte er in der Schweiz.

### Als Theosoph
Während er 1885/1886 in Königsfeld studierte, kam er mit der indischen Philosophie und der Theosophie Helena Petrovna Blavatskys in Berührung und fand Gefallen daran. Später trat er der Theosophischen Gesellschaft bei und war am 16. Februar 1891 neben Emily Stowe, Augusta Stowe-Gullen und Albert Smythe in Toronto Mitbegründer der ersten theosophischen Loge in Kanada.
1900 trat er unter dem magischen Motto Umbram Fugat Veritas dem Hermetic Order of the Golden Dawn bei, später war er in Kontakt mit Georges I. Gurdjieff und P. D. Ouspensky.

### Als Autor
Als er 1899 nach England zurückkehrte, begann er zu schreiben. Er ist Autor zahlreicher unheimlicher Kurzgeschichten, schuf unter anderem die Figur des Shorthouse, der verschiedene übersinnliche Abenteuer erlebt. Bemerkenswert ist sein sehr psychologischer Ansatz sowie der prägnante, klare Aufbau seiner Geschichten, die oft durch ihre subtile Schilderung einer unheimlichen Stimmung bestechen. Seine Geschichten wurden u. a. auch von H. P. Lovecraft sehr geschätzt.
Blackwoods Werk wurde stark von den Eindrücken seiner zahlreichen Reisen geprägt. Weiterhin gab er an, selber Geistererscheinungen gesehen zu haben und dies in seinen Geschichten umzusetzen. So erzählt die Geschichte Der Wendigo von einem Dämon, der laut einer indianischen Legende die nordamerikanischen Wälder unsicher macht.
Dem Publikum wurde Blackwood zuerst als Radiomoderator bekannt. Seine eindringliche Art, phantastische Geschichten zu erzählen, fesselte damals eine treue Schar Zuhörer an die Radioempfänger.
Zu seinen bemerkenswertesten Geschichten gehört Die Weiden aus dem Band The Listener and Other Stories (1907, deutsch in: Das leere Haus) – diese Erzählung diente Johannes Maria Staud als Vorlage zu seiner gleichnamigen Oper. Mit ihren genauen, fast schon sekundenstilartigen Landschaftbeschreibungen, der morbiden Stimmung und der nur langsam aufkeimenden Unruhe der Charaktere steht diese Geschichte repräsentativ für Blackwoods Werk. H. P. Lovecraft lobte die extrem hoch entwickelte Kunst und erzählerische Zurückhaltung darin: „Ein Eindruck anhaltender Eindringlichkeit wird erreicht ohne eine einzelne bemühte Passage oder einen einzigen falschen Ton“.

## Werke (Auswahl)
Romane und Novellen
- Jimbo (1909)
- The Education of Uncle Paul (1910)
- The Human Chord (1910)
- The Centaur (1911)
- A Prisoner in Fairyland (1913)
- The Extra Day (1915)
- Julius Le Vallon (1916)
- The Wave: An Egyptian Aftermath (1916)
- The Garden of Survival (1918)
- The Promise of Air (1918)
- The Bright Messenger (1922)
- Dudley and Gilderoy. A Nonsense (1929)

Kinderbücher
- Sambo and Snitch (1927)
- The Fruit Stoners (1935)
- How the Circus Came to Tea (1936)

Sammlungen von Kurzgeschichten
- The Empty House and Other Ghost Stories (1906)
- The Listener and Other Stories (1907)
- John Silence, Physician Extraordinary (1908)
- The Lost Valley and Other Stories (1910)
- Pan’s Garden. A Volume of Nature Stories (1912)
- Ten Minute Stories (1914)
- Incredible Adventures (1914)
- Day and Night Stories (1917)
- The Wolves of God and Other Fey Stories (mit Wilfred Wilson) (1921)
- Tongues of Fire and Other Sketches (1924)
- The Dance of Death and Other Tales (1927)
- Strange Stories (1929)
- Full Circle (1929)
- The Willows and Other Queer Tales (1932)
- Shocks (1935)
- The Tales of Algernon Blackwood (1938)
- Selected Tales of Algernon Blackwood (1942); nicht identisch mit dem gleichnamigen Titel von 1964
- The Doll and One Other (1946)
- Tales of the Uncanny and the Supernatural (1949, 1962)
- Selected Tales of Algernon Blackwood (1964); nicht identisch mit dem gleichnamigen Titel von 1942
- Tales of the Mysterious and Macabre (1967)
- Best Ghost Stories of Algernon Blackwood (1973); mit einer Einleitung von Everett Franklin Bleiler und Blackwoods Vorwort zu The Tales of Algernon Blackwood (1938)

Reisebericht
- Down the Danube in a Canadian Canoe (Macmillan’s Magazine Vol. 84, Mai–Oktober 1901)

Autobiographie
- Episodes Before Thirty (1923)

Deutsche Übersetzungen
- Sammlungen in der Reihe Phantastische Bibliothek (Suhrkamp)
  - Besuch von drüben. Gruselgeschichten. Suhrkamp (Phantastische Bibliothek Nr. 10/331), Frankfurt am Main 1997, ISBN 3-518-39201-8.
  - Das leere Haus. Geschichten. Suhrkamp (Phantastische Bibliothek Nr. 12/339), Frankfurt am Main 1997, ISBN 3-518-39164-X.
  - Der Griff aus dem Dunkel. Gespenstergeschichten. Suhrkamp (Phantastische Bibliothek Nr. 28), Frankfurt am Main 1979, ISBN 3-518-37018-9.
  - Der Tanz in den Tod. Unheimliche Geschichten. Suhrkamp (Phantastische Bibliothek Nr. 83/355), Frankfurt am Main 1998, ISBN 3-518-39292-1.
  - Die gefiederte Seele. Erzählungen. Suhrkamp (Phantastische Bibliothek Nr. 229), Frankfurt am Main 1989, ISBN 3-518-38120-2.
  - Rächendes Feuer. Erzählungen. Suhrkamp (Phantastische Bibliothek Nr. 301), Frankfurt am Main 1993, ISBN 3-518-38727-8.
- Die Weiden. Eine Kanufahrt auf der Donau. Heinrich & Hahn, Frankfurt am Main 2007, ISBN 978-3-86597-044-2.
- Die Weiden. Reisebericht & fantastische Erzählung. danube books Verlag, Ulm 2018, ISBN 978-3-946046-13-4.
- Der Zentaur – Ein mystischer Roman. Festa Verlag, Leipzig 2014, ISBN 978-3-86552-341-9.
- Das leerstehende Haus. JMB Verlag, Hannover 2022, ISBN 978-3-95945-034-8.
- Julius LeVallon – Metaphysischer Roman. Verlag Heliakon, München 2022, ISBN 978-3-949496-02-8